# Буровое оборудование

Буровая установка БУ-2000

Бурово́е обору́дование — комплекс машиностроительной продукции, которая используется при бурении скважин. Обычно термин относят к бурению нефтегазовых скважин.
Комплекс включает в себя сооружения, машины, и прочее вспомогательное оборудование, монтируемое на точке бурения и обеспечивающее самостоятельное выполнение технологических операций. 
Наиболее крупные участники российского рынка бурового оборудования входят в Союз производителей нефтегазового оборудования.

## Классификация
Оборудование подразделяется на следующие категории.
- Буровые установки
  - Агрегаты и установки для геолого-разведочного бурения.
  - Агрегаты для ремонта и бурения скважин.
  - Металлоконструкции буровых установок.

- Основное технологическое оборудование
  - Средства механизации
  - Силовые агрегаты
  - Циркуляционные системы и оборудование
  - Вспомогательное механическое оборудование
  - Системы автоматизации, контроля и управления
  - Электрооборудование
  - Пневмооборудование
  - Системы жизнеобеспечения и безопасности
  - Противовыбросовое оборудование
  - Цементировочное оборудование

- Морские платформы и оборудование
  - Подводный буровой комплекс
- Дополнительное оборудование
  - Ведущие, обсадные и бурильные трубы
  - Переводники и элементы КНБК[2]
  - Забойные двигатели
  - Буровые долота
  - Аварийный инструмент
  - Прочий буровой инструмент

## Оборудование для бурения

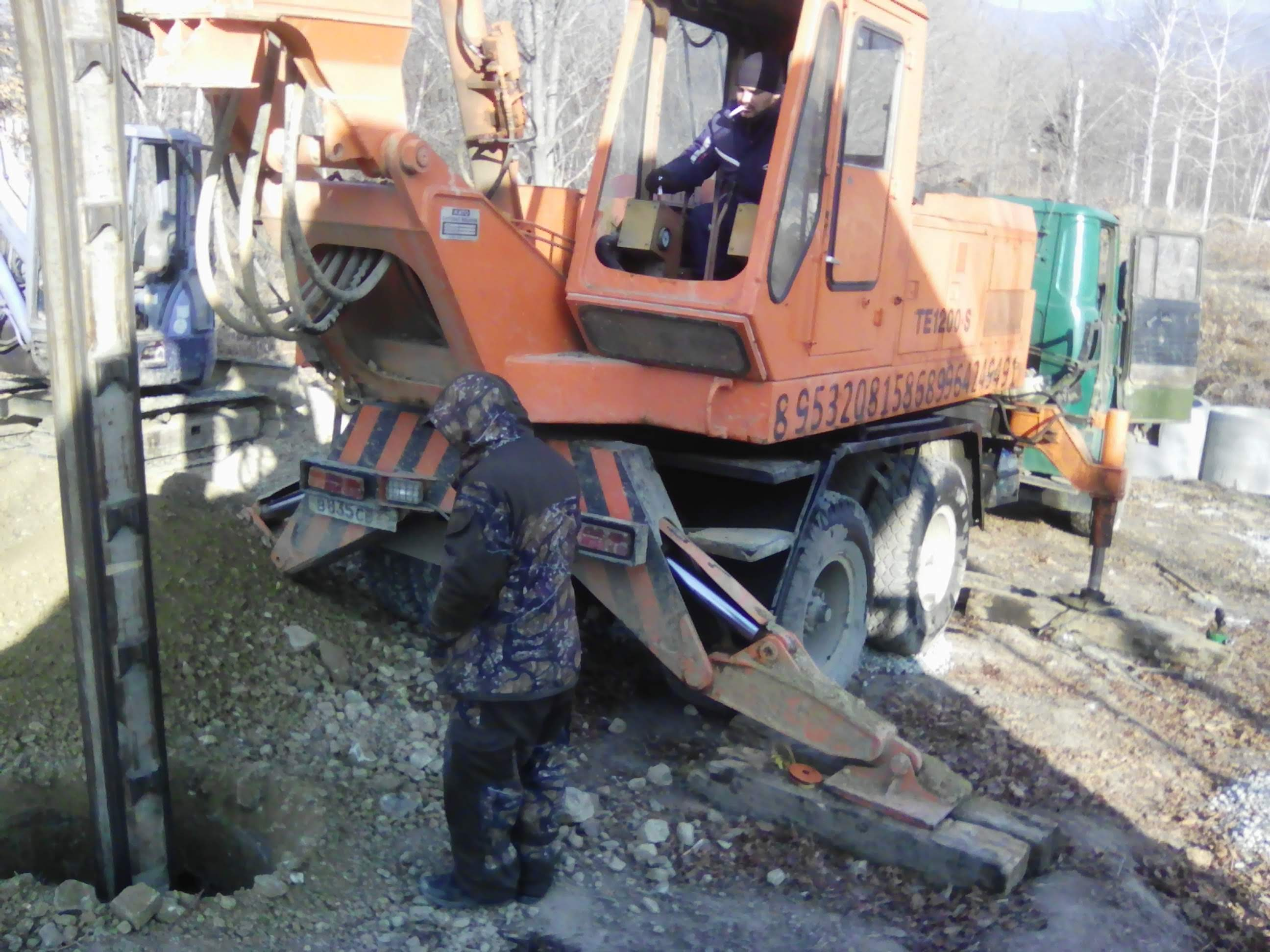
Вертикальное бурение шахты колодца в скальном грунте

В настоящее время широко используются мобильные буровые установки на основе тягачей высокой проходимости, обеспечивающие доставку бурового оборудования по бездорожью, марки КраЗ, БАЗ, КЗКТ, МЗКТ.
Для нагнетания различных технологических сред, в том числе цементировочных и промывочно-продавочных растворов, в нефтяные и газовые скважины в процессе их бурения и ремонта используются различного вида насосные агрегаты.

### Бурильная колонна
Бурильная колонна представляет собой спущенную в скважину сборку из бурильных труб скреплённых между собой бурильными замками, предназначенную для подачи гидравлической и механической энергии к долоту, для создания осевой нагрузки на долото, а также для управления траекторией бурящейся скважины.
Являясь совместно с долотом и забойным двигателем буровым инструментом, бурильная колонна выполняет следующие функции:
- передаёт вращение от ротора к долоту;
- воспринимает от забойных двигателей реактивные моменты;
- подаёт к забою промывочный агент;
- подводит гидравлическую мощность к долоту и погружному гидравлическому двигателю;
- вдавливает долото в горные породы на забое, действуя своей силой тяжести (осевую нагрузку на долото создает часть утяжелённых бурильных труб (УБТ), включённых в состав компоновки низа бурильной колонны (КНБК), часть утяжелённых бурильных труб (УБТ) служит для натяжения бурильной колонны);
- обеспечивает замену долота и погружного двигателя посредством транспортировки их к забою или на дневную поверхность;
- позволяет вести аварийные и другие специальные работы в стволе скважины.

## Стандарты и требования
В России стандарты на буровое оборудование регулируются ГОСТ 16293-89 «Установки буровые комплектные для эксплуатационного и глубокого разведочного бурения. Основные параметры». Также существует ГОСТ Р 12.2.141-99 «ССБТ. Оборудование буровое наземное. Требования безопасности» для аппаратов, материалов и относящийся к требованиям безопасности.